# WFV-Pokal 2024/25
Der WFV-Pokal 2024/25 war die 73. Austragung des Männer-Pokalwettbewerbs durch den Württembergischen Fußballverband. Die ersten drei Runden des Pokalwettbewerbs wurden in vier regionalen Gruppen ausgetragen. Ab dem Achtelfinale wurde verbandsweit gespielt. Klassentiefere Mannschaften hatten Heimrecht.

## Qualifikanten
Teilnahmeberechtigt waren alle Mannschaften des Württembergischen Fußballverbandes, die in der Saison 2024/25 in der 3. Liga, Regionalliga Südwest, Oberliga Baden-Württemberg, Verbandsliga Württemberg oder einer der vier württembergischen Landesligen spielten. Zudem qualifizierte sich je eine Mannschaft über jeden der 16 Bezirkspokale der Saison 2023/24, an denen Mannschaften, die in der Bezirksliga oder tiefer spielten, teilnahmen. Für den Fall, dass der Pokalsieger zugleich in die Landesliga aufstieg, rückte der Pokalfinalist nach.
Die teilnehmenden Mannschaften setzten sich folgendermaßen zusammen:
| Gruppe 1 | Gruppe 2 | Gruppe 3 | Gruppe 4 |
| Regionalliga Südwest SGV Freiberg Fußball Oberliga Baden-Württemberg TSG Backnang 1919 FSV 08 Bietigheim-Bissingen SG Sonnenhof Großaspach FSV Hollenbach SV Fellbach Verbandsliga Württemberg Sportfreunde Schwäbisch Hall Türkspor Neckarsulm TSV Heimerdingen VfR Heilbronn Landesliga Württemberg, Staffel 1 Sport-Union Neckarsulm TSV Ilshofen SKV Rutesheim TSV Crailsheim FSV Waiblingen FV Löchgau TV Oeffingen SV Kaisersbach SV Breuningsweiler SpVgg Gröningen-Satteldorf TV Pflugfelden SG Weinstadt SSV Schwäbisch Hall SGM Krumme Ebene am Neckar NK Croatia Bietigheim GSV Pleidelsheim Bezirkspokale SV Leonberg/Eltingen (Enz/Murr) TSV Schornbach (Rems/Murr) FC Union Heilbronn (Unterland) TSV Neuenstein (Hohenlohe) | Regionalliga Südwest Stuttgarter Kickers 1. Göppinger SV Oberliga Baden-Württemberg VfR Aalen 1. FC Normannia Gmünd TSV Essingen Verbandsliga Württemberg TSG Hofherrnweiler-Unterrombach Sportfreunde Dorfmerkingen TSV Oberensingen TV Echterdingen FC Esslingen Landesliga Württemberg, Staffel 2 SC Geislingen SV Waldhausen Donzdorfer JC TSV Bad Boll TSGV Waldstetten TSV Weilimdorf MTV Stuttgart GSV Maichingen VfL Sindelfingen TSV Ehningen SV Böblingen TV Darmsheim SV Rohrau TSV Bernhausen SG Bettringen FV Neuhausen Bezirkspokale SC Stammheim (Stuttgart) TSV Böbingen (Ostwürttemberg) AC Catania Kirchheim/Teck (Neckar/Fils) | Oberliga Baden-Württemberg TSG Balingen Fußball SSV Reutlingen 05 Calcio Leinfelden-Echterdingen Verbandsliga Württemberg FC Holzhausen TSG Tübingen VfL Pfullingen Young Boys Reutlingen TSG Balingen Fußball II Landesliga Württemberg, Staffel 3 VfL Nagold FC 07 Albstadt TSV Straßberg TSV Harthausen/Scher TSV Frommern SV Nehren SG Empfingen VfB Bösingen SV Zimmern o.R. SV Seedorf SC 04 Tuttlingen SV Wittendorf SV Croatia Reutlingen BSV 07 Schwenningen TSF Dornhan FC Rottenburg Bezirkspokale 1. FC Altburg (Böblingen/Calw) SV Rangendingen (Zollern) Spvgg Trossingen (Schwarzwald) TuS Ergenzingen (Nördl. Schwarzwald) SG Reutlingen (Alb) | Oberliga Baden-Württemberg FV Ravensburg Verbandsliga Württemberg SSV Ehingen-Süd TSV Berg Landesliga Württemberg, Staffel 4 FV Rot-Weiß Weiler FV Biberach SV Ochsenhausen FC Wangen 05 FV Olympia Laupheim FC Mengen VfB Friedrichshafen TSV Riedlingen FV Ravensburg II TSV Heimenkirch SV Mietingen SV Hohentengen Türkspor Neu-Ulm TSV Buch SSG Ulm FC Blaubeuren FC Srbija Ulm SC Türkgücü Ulm SV Oberzell TSG Ehingen SV Reinstetten Bezirkspokale TSV Neu-Ulm (Donau/Iller) SV Sigmaringen (Donau) SGM Ummendorf/Fischbach (Riß) SGM Beuren/Rohrdorf (Bodensee) |

## 1. Runde
Die Auslosung der ersten Runde erfolgte am 2. Juli im DB-Pavillon auf dem EURO2024-Fanfestival auf dem Stuttgarter Schlossplatz. Die Auslosung führten Ali Odabas, Mannschaftskapitän des Titelverteidigers VfR Aalen, und Lokführer Peter Wuschansky vom Hauptsponsor Deutsche Bahn durch. Die zweite und dritte Runde wurde anschließend per Zufallsgenerator ermittelt.
| Datum           |                            | Ergebnis              |                                 |
| --------------- | -------------------------- | --------------------- | ------------------------------- |
| Gruppe 1        |                            |                       |                                 |
| Fr., 19.07.2024 | TSV Ilshofen               | 1:2 n. V.             | VfR Heilbronn                   |
| Sa., 20.07.2024 | TSV Schornbach             | 1:3                   | FSV Waiblingen                  |
| Sa., 20.07.2024 | Sport-Union Neckarsulm     | 0:2                   | TSG Backnang                    |
| Sa., 20.07.2024 | SSV Schwäbisch Hall        | 0:2                   | SG Sonnenhof Großaspach         |
| Sa., 20.07.2024 | FC Union Heilbronn         | 3:2                   | SV Leonberg/Eltingen            |
| Sa., 20.07.2024 | SV Kaisersbach             | 0:4                   | TV Oeffingen                    |
| Sa., 20.07.2024 | TV Pflugfelden             | 4:2 n. V.             | Türkspor Neckarsulm             |
| Sa., 20.07.2024 | SKV Rutesheim              | 2:4                   | NK Croatia Bietigheim           |
| Sa., 20.07.2024 | FV Löchgau                 | 1:0                   | GSV Pleidelsheim                |
| So., 21.07.2024 | SG Weinstadt               | 1:2                   | SV Fellbach                     |
| So., 21.07.2024 | SGM Krumme Ebene am Neckar | 2:3 n. V.             | TSV Heimerdingen                |
| So., 21.07.2024 | TSV Neuenstein             | 0:3                   | TSV Crailsheim                  |
| So., 21.07.2024 | SV Breuningsweiler         | 2:3                   | FSV Hollenbach                  |
| Mo., 22.07.2024 | SpVgg Gröningen-Satteldorf | 3:0                   | SF Schwäbisch Hall              |
| Gruppe 2        |                            |                       |                                 |
| Do., 18.07.2024 | TSV Essingen               | 1:0                   | TSV Oberensingen                |
| Fr., 19.07.2024 | SC Stammheim               | 0:7                   | Sf Dorfmerkingen                |
| Fr., 19.07.2024 | TSV Weilimdorf             | 1:7                   | 1. FC Normannia Gmünd           |
| Sa., 20.07.2024 | GSV Maichingen             | 3:0                   | SV Rohrau                       |
| Sa., 20.07.2024 | SG Bettringen              | 0:0 n. V. (3:4 i. E.) | FC Esslingen                    |
| Sa., 20.07.2024 | SC Geislingen              | 3:1 n. V.             | FV Neuhausen                    |
| Sa., 20.07.2024 | TSV Bad Boll               | 0:5                   | TSG Hofherrnweiler-Unterrombach |
| Sa., 20.07.2024 | AC Catania Kirchheim       | 0:7                   | TSV Ehningen                    |
| Sa., 20.07.2024 | VfL Sindelfingen           | 3:2 n. V.             | TV Echterdingen                 |
| Sa., 20.07.2024 | TSV Böbingen               | 0:5                   | SV Waldhausen                   |
| So., 21.07.2024 | TSGV Waldstetten           | 0:1                   | Donzdorfer JC                   |
| So., 21.07.2024 | TSV Bernhausen             | 2:4                   | MTV Stuttgart                   |
| Mo., 22.07.2024 | TV Darmsheim               | 1:4                   | SV Böblingen                    |
| Gruppe 3        |                            |                       |                                 |
| Fr., 19.07.2024 | TSG Balingen II            | 0:2                   | FC Holzhausen                   |
| Fr., 19.07.2024 | SV Rangendingen            | 0:5                   | SV Zimmern                      |
| Fr., 19.07.2024 | SC 04 Tuttlingen           | 0:2                   | TSV Straßberg                   |
| Fr., 19.07.2024 | VfL Nagold                 | 1:0                   | VfL Pfullingen                  |
| Sa., 20.07.2024 | FC 07 Albstadt             | 0:4                   | TSG Tübingen                    |
| Sa., 20.07.2024 | Spvgg Trossingen           | 6:0                   | SG Reutlingen                   |
| Sa., 20.07.2024 | TuS Ergenzingen            | 0:3                   | Croatia Reutlingen              |
| Sa., 20.07.2024 | TSV Harthausen/Scher       | 0:1                   | SV Wittendorf                   |
| Sa., 20.07.2024 | SG Empfingen               | 1:2                   | BSV 07 Schwenningen             |
| So., 21.07.2024 | 1. FC Altburg              | 0:6                   | SV Nehren                       |
| Mi., 24.07.2024 | FC Rottenburg              | 2:3 n. V.             | VfB Bösingen                    |
| Mi., 24.07.2024 | SV Seedorf                 | 3:5                   | Young Boys Reutlingen           |
| Mi., 24.07.2024 | TSF Dornhan                | 3:7                   | TSV Frommern                    |
| Gruppe 4        |                            |                       |                                 |
| Fr., 19.07.2024 | FC Wangen                  | 3:0                   | SV Oberzell                     |
| Sa., 20.07.2024 | TSV Heimenkirchen          | 2:3                   | Türkspor Neu-Ulm                |
| Sa., 20.07.2024 | TSV Neu-Ulm                | 2:5 n. V.             | FV Rot-Weiß Weiler              |
| Sa., 20.07.2024 | SSV Ehingen-Süd            | 1:3                   | TSV Berg                        |
| Sa., 20.07.2024 | SGM Ummendorf/Fischbach    | 3:4 n. V.             | SV Hohentengen                  |
| Sa., 20.07.2024 | FV Ravensburg II           | 4:1                   | SV Ochsenhausen                 |
| Sa., 20.07.2024 | SV Sigmaringen             | 2:0                   | FC Srbija Ulm                   |
| Sa., 20.07.2024 | SV Mietingen               | 1:0                   | FV Biberach                     |
| Sa., 20.07.2024 | FC Mengen                  | 3:0                   | FV Olympia Laupheim             |
| Sa., 20.07.2024 | TSV Buch                   | 4:1                   | SV Reinstetten                  |
| So., 21.07.2024 | VfB Friedrichshafen        | 0:2                   | FC Blaubeuren                   |
| So., 21.07.2024 | SGM Beuren/Rohrdorf        | 2:7                   | SC Türkgücü Ulm                 |

Freilose:
- SGV Freiberg Fußball, FSV 08 Bietigheim-Bissingen (Gruppe 1)
- Stuttgarter Kickers, 1. Göppinger SV, VfR Aalen (Gruppe 2)
- TSG Balingen Fußball, SSV Reutlingen 05, Calcio Leinfelden-Echterdingen (Gruppe 3)
- TSV Riedlingen, TSG Ehingen, SSG Ulm 99, FV Ravensburg (Gruppe 4)

## 2. Runde
| Datum           |                                 | Ergebnis              |                            |
| --------------- | ------------------------------- | --------------------- | -------------------------- |
| Gruppe 1        |                                 |                       |                            |
| Di., 23.07.2024 | TV Oeffingen                    | 2:9                   | SGV Freiberg Fußball       |
| Fr., 26.07.2024 | FSV 08 Bietigheim Bissingen     | 1:0                   | FSV Hollenbach             |
| Sa., 27.07.2024 | TSV Crailsheim                  | 4:1 n. V.             | VfR Heilbronn              |
| Sa., 27.07.2024 | FV Löchgau                      | 1:3                   | TSG Backnang               |
| Sa., 27.07.2024 | TV Pflugfelden                  | 4:1                   | FSV Waiblingen             |
| Sa., 27.07.2024 | FC Union Heilbronn              | 2:6                   | SpVgg Gröningen-Satteldorf |
| Sa., 27.07.2024 | NK Croatia Bietigheim           | 0:5                   | SV Fellbach                |
| So., 28.07.2024 | TSV Heimerdingen                | 2:4 n. V.             | SG Sonnenhof Großaspach    |
| Gruppe 2        |                                 |                       |                            |
| Mi., 24.07.2024 | TSG Hofherrnweiler-Unterrombach | 0:0 n. V. (1:3 i. E.) | 1. FC Normannia Gmünd      |
| Sa., 27.07.2024 | GSV Maichingen                  | 0:3                   | Sf Dorfmerkingen           |
| Sa., 27.07.2024 | SV Waldhausen                   | 2:3                   | SV Böblingen               |
| Sa., 27.07.2024 | TSV Ehningen                    | 2:3                   | TSV Essingen               |
| Sa., 27.07.2024 | VfL Sindelfingen                | 0:3                   | VfR Aalen                  |
| So., 28.07.2024 | Donzdorfer JC                   | 2:1                   | MTV Stuttgart              |
| Mi., 31.07.2024 | FC Esslingen                    | 0:5                   | Stuttgarter Kickers        |
| Mi., 31.07.2024 | SC Geislingen                   | 0:7                   | 1. Göppinger SV            |
| Gruppe 3        |                                 |                       |                            |
| Sa., 27.07.2024 | VfL Nagold                      | 0:2                   | TSV Frommern               |
| Sa., 27.07.2024 | TSG Tübingen                    | 3:5                   | SSV Reutlingen 05          |
| Sa., 27.07.2024 | Spvgg Trossingen                | 0:1                   | SV Nehren                  |
| Sa., 27.07.2024 | BSV 07 Schwenningen             | 1:3                   | TSV Straßberg              |
| Sa., 27.07.2024 | SV Croatia Reutlingen           | 3:1                   | SV Zimmern o.R.            |
| So., 28.07.2024 | Calcio Leinfelden-Echterdingen  | 0:5                   | TSG Balingen               |
| So., 28.07.2024 | SV Wittendorf                   | 1:3 n. V.             | Young Boys Reutlingen      |
| Di., 30.07.2024 | VfB Bösingen                    | 0:1                   | FC Holzhausen              |
| Gruppe 4        |                                 |                       |                            |
| Fr., 26.07.2024 | TSV Buch                        | 1:0                   | SV Sigmaringen             |
| Sa., 27.07.2024 | SV Hohentengen                  | 1:6                   | FV Ravensburg              |
| Sa., 27.07.2024 | TSG Ehingen                     | 3:2                   | FC Mengen                  |
| Sa., 27.07.2024 | Türk Spor Neu-Ulm               | 5:2                   | FV Ravensburg II           |
| Sa., 27.07.2024 | TSV Riedlingen                  | 5:2                   | SC Türkgücü Ulm            |
| Sa., 27.07.2024 | SV Mietingen                    | 4:1                   | TSV Berg                   |
| Sa., 27.07.2024 | FC Blaubeuren                   | 3:1 n. V.             | FV Rot-Weiß Weiler         |
| Sa., 27.07.2024 | SSG Ulm 99                      | 4:3                   | FC Wangen                  |

## 3. Runde
| Datum           |                             | Ergebnis              |                         |
| --------------- | --------------------------- | --------------------- | ----------------------- |
| Gruppe 1        |                             |                       |                         |
| Di., 06.08.2024 | TSV Crailsheim              | 1:3 n. V.             | SV Fellbach             |
| Mi., 07.08.2024 | TV Pflugfelden              | 0:5                   | TSG Backnang            |
| Mi., 07.08.2024 | FSV 08 Bietigheim Bissingen | 0:2                   | SG Sonnenhof Großaspach |
| Mi., 07.08.2024 | SpVgg Gröningen-Satteldorf  | 1:3                   | SGV Freiberg Fußball    |
| Gruppe 2        |                             |                       |                         |
| Sa., 03.08.2024 | Donzdorfer JC               | 2:1 n. V.             | SV Böblingen            |
| Mi., 07.08.2024 | Sf Dorfmerkingen            | 0:3                   | TSV Essingen            |
| Mi., 07.08.2024 | VfR Aalen                   | 0:1                   | 1. Göppinger SV         |
| Di., 13.08.2024 | 1. FC Normannia Gmünd       | 1:3 n. V.             | Stuttgarter Kickers     |
| Gruppe 3        |                             |                       |                         |
| Sa., 03.08.2024 | Young Boys Reutlingen       | 0:4                   | FC Holzhausen           |
| Mi., 07.08.2024 | SV Nehren                   | 1:6                   | TSG Balingen            |
| Mi., 07.08.2024 | SV Croatia Reutlingen       | 0:7                   | SSV Reutlingen 05       |
| Sa., 10.08.2024 | TSV Straßberg               | 0:4                   | TSV Frommern            |
| Gruppe 4        |                             |                       |                         |
| Sa., 03.08.2024 | Türk Spor Neu-Ulm           | 2:2 n. V. (4:3 i. E.) | TSV Buch                |
| Sa., 03.08.2024 | SV Mietingen                | 4:4 n. V. (3:5 i. E.) | FC Blaubeuren           |
| Sa., 03.08.2024 | TSG Ehingen                 | 1:4                   | SSG Ulm 99              |
| Mi., 07.08.2024 | TSV Riedlingen              | 2:1                   | FV Ravensburg           |

## Achtelfinale
Die Auslosung der Achtelfinalpartien fand am 12. August statt. Die Partien wurden per Zufallsgenerator ausgelost, für die Aktivierung sorgten Verbands-Spielleiter Matthias Harzer und „Bahn-Influencer“ „Peterle Sky“.
| Datum           |                         | Ergebnis  |                      |
| --------------- | ----------------------- | --------- | -------------------- |
| Di., 27.08.2024 | TSG Balingen            | 4:0       | SV Fellbach          |
| Mi., 28.08.2024 | FC Holzhausen           | 2:1       | TSV Essingen         |
| Di., 03.09.2024 | Stuttgarter Kickers     | 1:3 n. V. | SGV Freiberg Fußball |
| Mi., 11.09.2024 | Donzdorfer JC           | 0:1       | SSV Reutlingen 05    |
| Mi., 18.09.2024 | TSV Riedlingen          | 4:1       | Türk Spor Neu-Ulm    |
| Mi., 18.09.2024 | TSV Frommern            | 1:2       | TSG Backnang         |
| Mi., 25.09.2024 | SSG Ulm 99              | 3:4 n. V. | FC Blaubeuren        |
| Mi., 16.10.2024 | SG Sonnenhof Großaspach | 2:0       | 1. Göppinger SV      |

## Viertelfinale
Das Viertelfinale und Halbfinale wurde am 30. Januar 2025 ausgelost, Auslosungsort war eine unterirdische Baustelle von Stuttgart 21.
| Datum           |                   | Ergebnis |                         |
| --------------- | ----------------- | -------- | ----------------------- |
| Mi., 02.04.2025 | FC Blaubeuren     | 0:2      | SG Sonnenhof Großaspach |
| Mi., 02.04.2025 | TSV Riedlingen    | 0:6      | FC Holzhausen           |
| Mi., 02.04.2025 | TSG Backnang      | 1:5      | SGV Freiberg Fußball    |
| Mi., 09.04.2025 | SSV Reutlingen 05 | 0:2      | TSG Balingen            |

## Halbfinale
| Datum           |               | Ergebnis  |                         |
| --------------- | ------------- | --------- | ----------------------- |
| Di., 29.04.2025 | TSG Balingen  | 3:0       | SGV Freiberg Fußball    |
| Mi., 30.04.2025 | FC Holzhausen | 2:4 n. V. | SG Sonnenhof Großaspach |

## Finale
| TSG Balingen Fußball                                                 | TSG Balingen Fußball | SG Sonnenhof Großaspach | SG Sonnenhof Großaspach |
| -------------------------------------------------------------------- | --- | --- | ----------------------- |
| TSG Balingen Fußball                                                 | \| 24. Mai 2025 um 14:30 Uhr in Stuttgart (Gazi-Stadion auf der Waldau) \| \| Ergebnis: 0:2 (0:0) \| \| Zuschauer: 2.817 \| \| Schiedsrichter: Daniel Leyhr \| | \| 24. Mai 2025 um 14:30 Uhr in Stuttgart (Gazi-Stadion auf der Waldau) \| \| Ergebnis: 0:2 (0:0) \| \| Zuschauer: 2.817 \| \| Schiedsrichter: Daniel Leyhr \| | SG Sonnenhof Großaspach |
| TSG Balingen Fußball                                                 | Dennis Klose (84. Louis Potye) – Sascha Eisele, Matthias Schmitz, Marvin Jäger (67. Jonas Fritschi), Ole Deininger (60. Amney Moutassime) – Enrique Katsianas-Sanchez, Ferdinand Schmidt (74. David Zenner), Denis Latifovic, Ivo Colic, Pedro Almeida Morais, Jan Ferdinand (87. Marko Pilic) Cheftrainer: Murat Isik ( Türkei) | Maximilian Reule – Elias Rahn (90. Mike Huras), Antonis Aidonis, Arbnor Nuraj, Niklas Mohr - Volkan Celiktas (90. Lorenz Ender), Christian Mistl, Lukas Stoppel (82. Valentyn Podolsky), Mert Tasdelen (67. Niklas Pollex) - Michael Kleinschrodt, Fabian Eisele (90. Benedikt Landwehr) Cheftrainer: Pascal Reinhardt | SG Sonnenhof Großaspach |
| TSG Balingen Fußball                                                 | 0:1 Arbnor Nuraj (48.) 0:2 Fabian Eisele (55.) | | SG Sonnenhof Großaspach |
| 24. Mai 2025 um 14:30 Uhr in Stuttgart (Gazi-Stadion auf der Waldau) | | |                         |
| Ergebnis: 0:2 (0:0)                                                  | | |                         |
| Zuschauer: 2.817                                                     | | |                         |
| Schiedsrichter: Daniel Leyhr                                         | | |                         |